# Amacha
Amacha (甘茶 [amat͡ɕa]) là một loại trà thảo mộc Nhật Bản làm từ lá lên men của Hydrangea macrophylla var. thunbergii. Tên gọi này xuất phát từ các kí tự ngọt (甘い [amai]) và trà (茶 [t͡ɕa]).

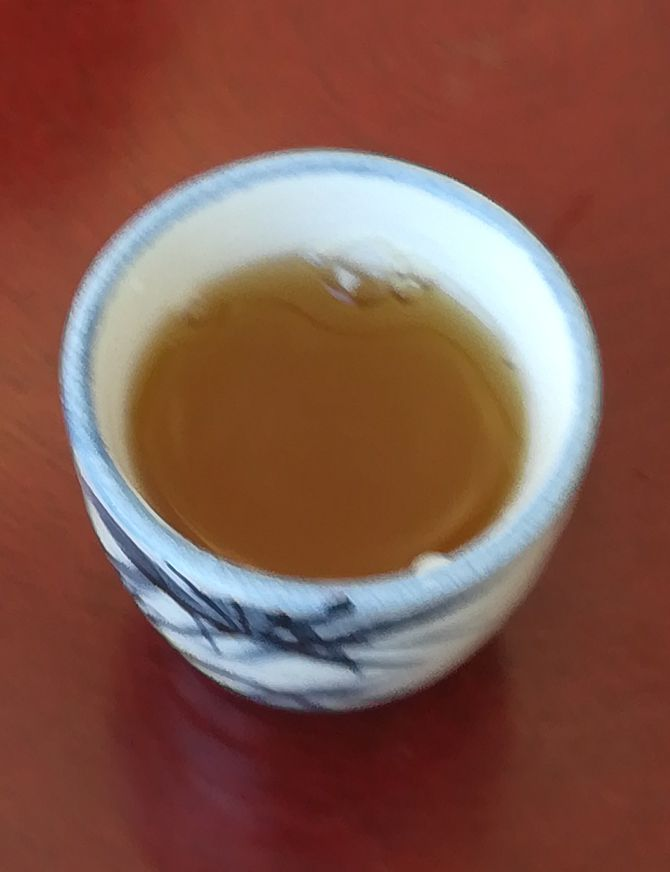
Hình ảnh trà Amacha

Amacha có nghĩa là trà ngọt. Trà chứa chất tannin và phyllodulcin, một chất làm ngọt có độ ngọt gấp 400–800 lần so với đường (sucrose) hay ngọt gấp 2 lần so với saccharin, không chứa caffeine. Đồ uống này thường đi kèm với tác dụng chống dị ứng, và cũng được dùng để phòng ngừa viêm nha chu.
Loại trà này thường được sử dụng để chào mừng Buddha's Birthday, trong Phật giáo Nhật Bản vào ngày 8 tháng 4. Vào dịp này, người Nhật rót amacha lên những bức tượng Phật nhỏ được trang trí với hoa, như đang tắm cho em bé mới ra đời.